# Єркіншилік
Єркіншилі́к (каз. Еркіншілік) — село у складі Єрейментауського району Акмолинської області Казахстану. Адміністративний центр Єркіншиліцького сільського округу.
Населення — 2774 особи (2021; 3708 у 2009, 3847 у 1999, 4373 у 1989).
Національний склад станом на 1989 рік:
- німці — 59 %.

До 2010 року село називалося Павловка.